# Arany (víziló)
Arany (?, 1909 körül – Budapest, 1945)  egy a Budapesti Állatkertben élő víziló volt. Számos utódján keresztül máig meghatározó szerepe van az európai vízilóállomány génállományában.

## Élete
Arany egy vadon befogott nőstény nílusi víziló volt. A Budapesti Állatkert 1912 márciusában vásárolta meg a Carl Hagenbeck cégtől, az állatért 8.000 aranykoronát fizettek.
Az akkor három esztendős állatot érkezésekor Arának nevezték el, de a két világháború között átnevezték Aranyra, mivel rendszeres szaporulata aranyat ért.
A Budapesti Állatkert vízilómedencéinek feltöltéséhez az 1930-as évek vége óta a Széchenyi gyógyfürdő termálvizét használják: a 2-es kúttól (Szent István-forrás) csővezeték vezet a külső és belső medencéjéhez (mivel a feltörő termálvíz túl forró volna, így hideg vízzel keverve). Korábban tudományos munkában is megjelent, hogy a budapesti vízilovak rendkívüli termékenysége "nem kis mértékben a Széchenyi-fürdő termálvízének köszönhető". Napjainkban Hanga Zoltán úgy nyilatkozott, hogy bár nem bizonyítható, de "kétségkívül amióta belekeverik az állatok vizébe, egyértelműen számottevő a különbség a világ más állatkertjeinek termékenységével szemben".
Aranynak számos utódján keresztül máig meghatározó szerepe van az európai vízilóállomány génállományában; Bandival való frigyéből 11 utódja született, majd Bandi pusztulása után egy fiatalabb hímtől még további három. (Arany borjai szintén rendkívül termékenyek voltak: a Budapesten élt Kincsem I. 11 borjat, a Rotterdamban élt Kincsem II. 8 borjat hozott a világra.)
Arany 1945-ben pusztult el; halálát a háború okozta, Budapest ostromakor veszett oda.